# هوهستوك
هوهستوك (بالإنجليزية: Hohstock)‏ هو أحد جبال سلسلة جبال الألب البرنية وجزء من القمة الأم بيتشورن يقع في كانتون فاليز، سويسرا. يبلغ ارتفاع الجبل حوالي 3226 متر، بينما يبلغ ارتفاع نتوء الجبل 51 متر.